# كاناليون (كيركيرا)
كانالي (باليونانية: Κανάλι)‏ هي مدينة في اليونان. وهي تقع في محافظة كورفو ومنطقة جزر البحر الأيوني، في الجزء الغربي من البلاد، على بعد 400 كلم من العاصمة أثينا. ترتفع كانالي 16 مترا فوق مستوى سطح البحر ويبلغ عدد سكانها 4,086 نسمة. وهي تقع في جزيرة كورفو.